# Kornbrand

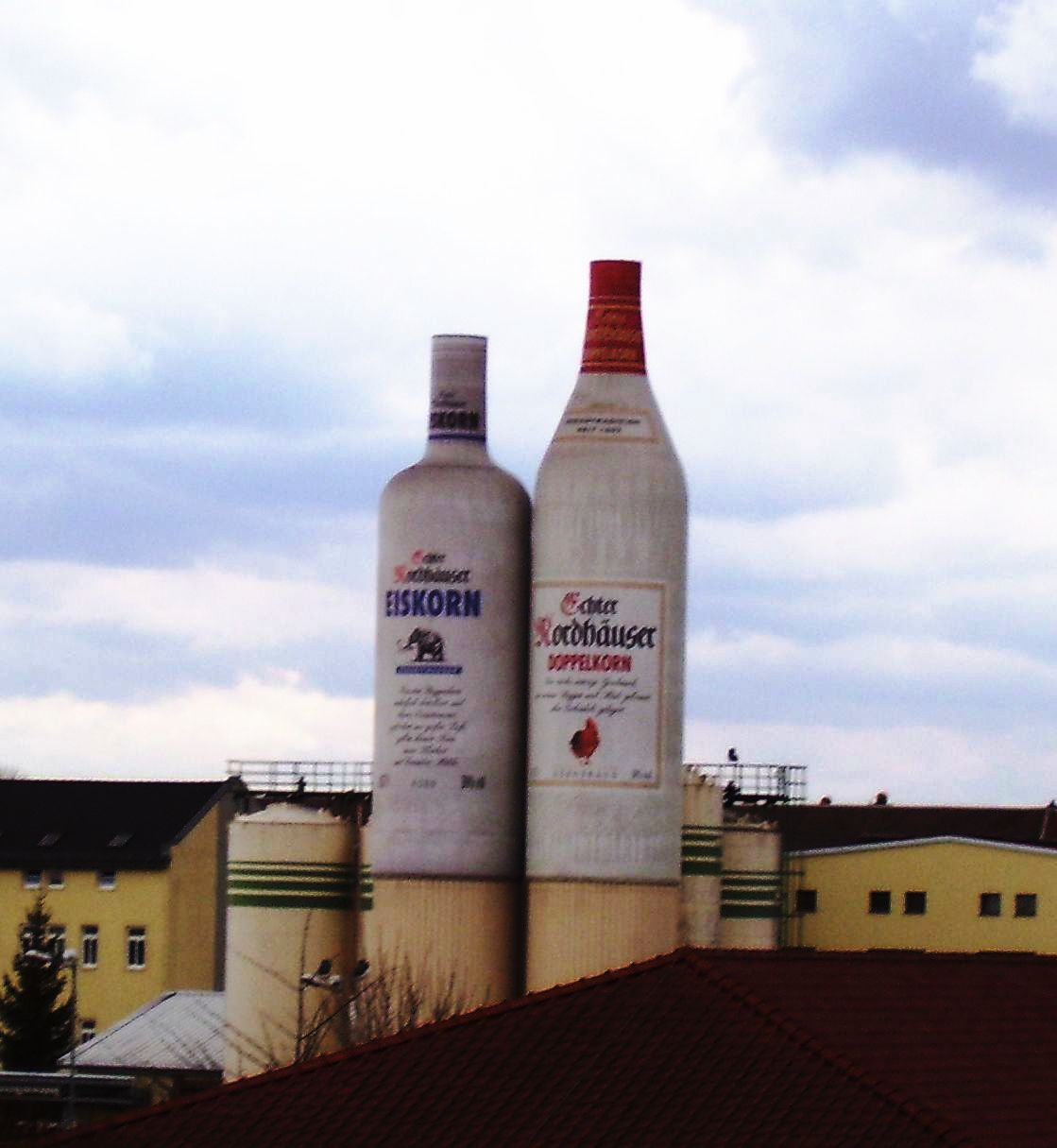
reuzeflessen Korn en Kornbrand bij de productiesite van Nordbrand Nordhausen

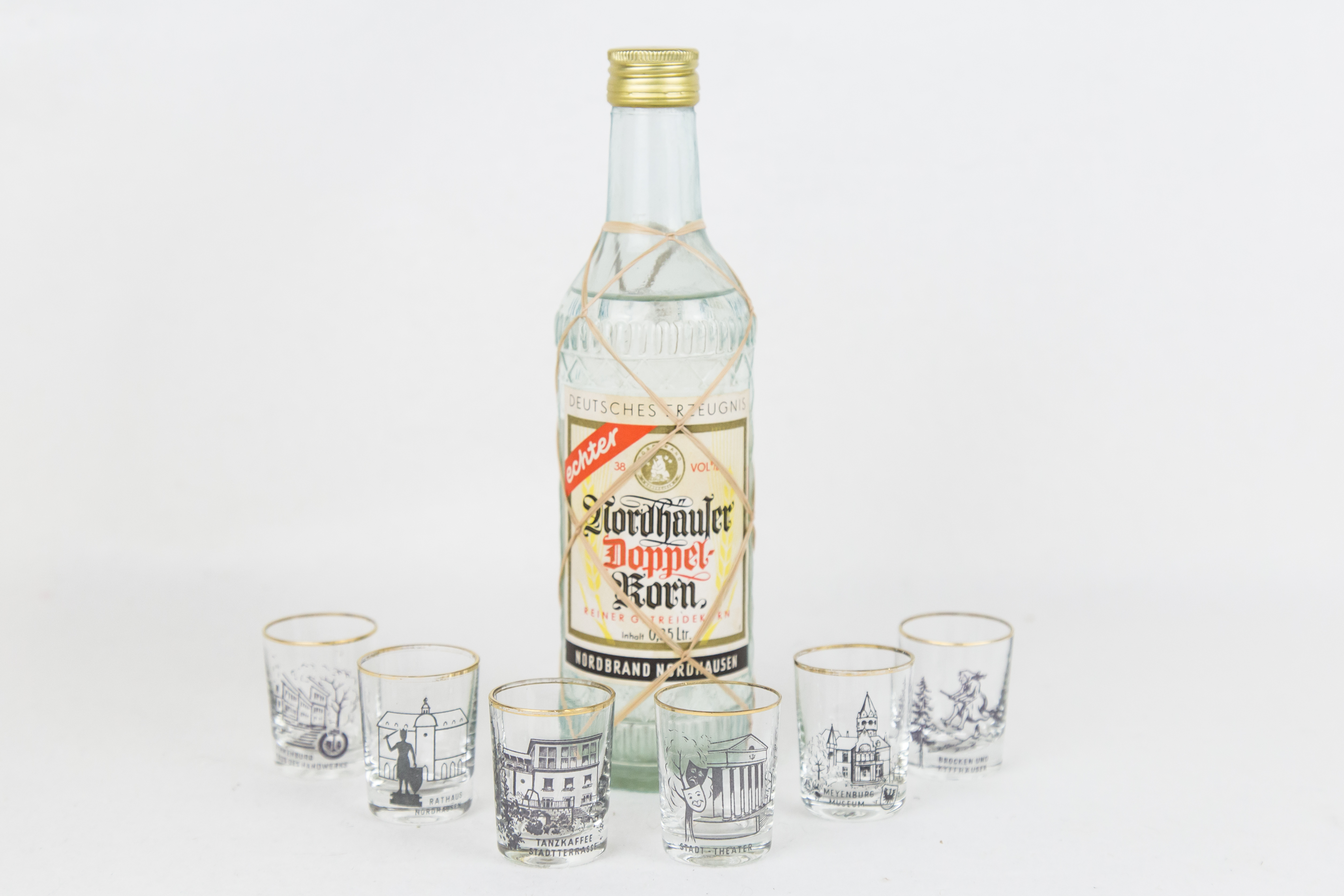

Kornbrand, afhankelijk van het alcoholgehalte ook soms kortweg Korn genoemd, is een alcoholhoudende drank van Duitse origine, gemaakt van graan en is een van de helderste sterke dranken in het gamma van sterkedrank.
Een Korn moet een alcoholgehalte hebben van ten minste 32 volumeprocent. Zodra het alcoholgehalte 37,5 volumeprocent bedraagt, mag de term Kornbrand worden gebruikt. Daarnaast is ook een markt ontstaan voor Doppelkorn, waar een minimum van 38 procent voor geldt.
Alleen de granen rogge, tarwe, gerst, haver en boekweit zijn toegestaan voor de productie. De meeste Kornbrände zijn gebaseerd op rogge of tarwe, haver en boekweit worden zelden gebruikt. Gerst wordt voornamelijk gebruikt om de mout te extraheren die nodig is voor het maischproces.

## Gebruik
Korn wordt meestal puur als een korte drank, als shot, gedronken. Het is ook populair als onderdeel van een Duitse kopstoot waar de Korn of Kornbrand samen met een biertje wordt geserveerd. 

## Marktoverzicht
Het aandeel van Kornbrand en Korn in de totale marktproductie van alle gedistilleerde dranken in Duitsland bedroeg in 2016 8,6%. Het aandeel van alle soorten gedistilleerde dranken in het totale marktaanbod, samen dus met andere heldere gedistilleerde dranken, bedroeg 14,8 %. Kornbrand heeft binnen de markt van gedistilleerde drank een significant aandeel in Duitsland. De totale omzet van Korn en Kornbrand bedroeg in 2016 ongeveer 115 miljoen euro, terwijl die van Doppelkorn rond de 72,5 miljoen euro lag.